# شكا
شكا هي إحدى القرى اللبنانية من قرى قضاء البترون في محافظة الشمال. وفيها يقع متحف نابو في الهري.

## المصانع
فيها عدة مصانع ولكنها تشتهر بمصنع الإسمنت (ترابة شكا).

## موقعها
هذهِ المنطقة عبارة عَن بلدة ساحلية تبعد عن بيروت 86 كلم

## الينابيع
شكا غنية بالينابيع المغمورة بالمياه العذبة. قامت كلية الهندسة في الجامعة الأمريكية في بيروت بالتحقيق في إمكانية الاستغلال المستدام للينابيع الغواصة في خليج شكا في عام 2000.

### أبرز ينابيعها
- نبع الجفينة